# Kenneth Thomson
Kenneth Roy Thomson, 2.º barón Thomson de Fleet (1 de septiembre de 1923 - 12 de junio de 2006) fue un coleccionista de arte y hombre de negocios canadiense. Poseedor del título de Lord, heredó la sociedad The Thomson Corporation que su padre, Roy Thomson, empezó a formar en 1934 al comprar el periódico Timmins Press.
LLegó a ser el hombre más adinerado de Canadá y en 2006 figuró en el puesto 9 entre las mayores fortunas personales del mundo según la revista Forbes.
Poseía una de las colecciones de arte más extensas del mundo. El arquitecto Frank Gehry, diseñó una galería para acoger su colección.

## Biografía
Kenneth Thomson fue el único hijo de Roy Thomson, propietario de numerosos periódicos en Canadá y el Reino Unido. Se hizo cargo de la empresa familiar cuando su padre murió en 1976.
Thomson donó gran parte de su colección arte europeo y canadiense, a la Galería de Arte de Ontario y contribuyó con cerca de US$90 millones a la renovación del edificio.
Thomson murió el 12 de junio de 2006 a los 82 años tras sufrir un infarto agudo de miocardio. Dejó una viuda y tres hijos.

## Trayectoria profesional
The Thomson Corporation fue una de las compañías de información más grandes del mundo. Thomson estuvo activa en servicios financieros, sectores de salud, derecho, ciencia e investigación tecnológica, impuestos y sectores de contabilidad. La compañía operaba a través de cinco segmentos: Thomson Financial, Thomson Healthcare, Thomson Legal, Thomson Scientific, y Thomson tax & Accounting. 
Hasta el 2007, The Thomson Corporation fue también uno de los principales proveedores de libros de texto de educación superior del mundo, soluciones de información académica y de materiales de referencia. El 26 de octubre del 2006, Thomson anunció la propuesta de venta de sus activos de Thomson Learning. En mayo del 2007, Thomson Learning fue adquirida por Apax Partners y en julio pasó a llamarse Cengage Learning. Posteriormente, el 15 de octubre de 2007, Educational Testing Service (ETS), el líder mundial en investigación educativa y evaluación, finalizó la adquisición de Thomson Prometric. Thomson vendió su red mundial de centros de pruebas en 135 países, por una cantidad reportada de US$ 435 millones. Prometric ahora opera como una subsidiaria propiedad de ETS.
El 15 de mayo de 2007, The Thomson Corporation llegó a un acuerdo con Reuters para combinar las dos empresas, una operación valorada en 17,2 mil millones dólares. El 17 de abril de 2008, la nueva compañía fue creada bajo el nombre de Thomson Reuters. El nuevo jefe de Thomson Reuters es Tom Glocer, el exjefe de Reuters. 

## Galería de Arte de Ontario

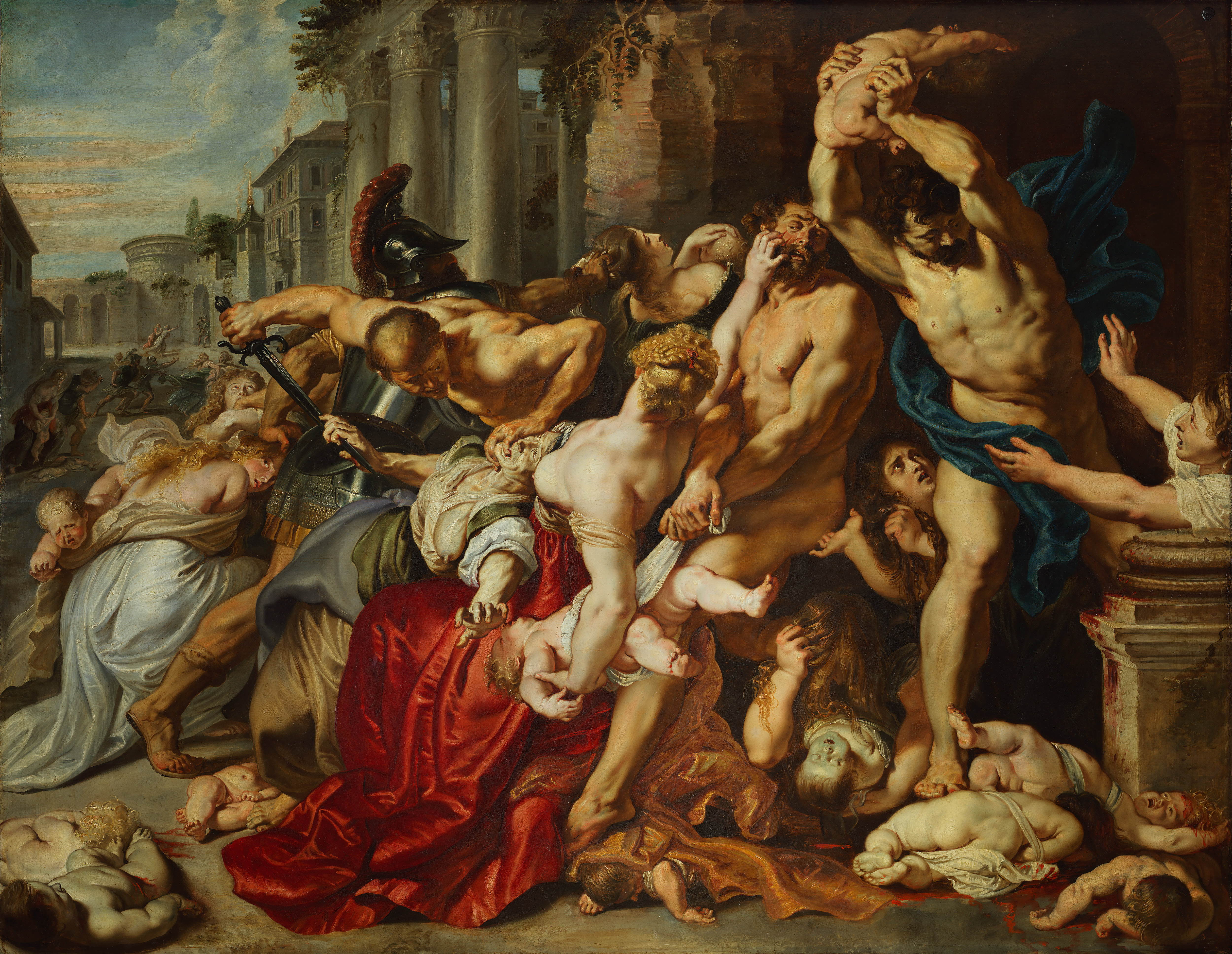
La masacre de los inocentes.

La masacre de los inocentes
En 2001, George Gordon, experto en el arte flamenco y en Rubens, vio la pintura en la casa de subastas londinense Sotheby's. Pronto se dio cuenta de que era un cuadro auténtico de Rubens, pues presentaba las mismas características de otros cuadros del período. Fue vendida el 10 de julio de 2002 por 49,5 millones de libras esterlinas (unos 76,2 millones de dólares). La identidad del comprador fue revelada más tarde: se trataba del barón canadiense Kenneth Thompson, considerado el mayor coleccionista de Canadá. El precio fue, y a enero de 2007 seguía siéndolo, el mayor jamás pagado en subasta por una obra de arte antiguo. Después de la subasta la pintura fue prestada por el barón a la National Gallery de Ottawa, y en 2008 fue transferida a la Galería de Arte de Ontario dentro de una donación de múltiples obras del barón valoradas en 300 millones de dólares